# فارس فرجانی
فارس فرجانی (انگلیسی: Farès Ferjani؛ زادهٔ ۲۲ ژوئیهٔ ۱۹۹۷) شمشیرباز اهل تونس است.
وی در مسابقات کشوری و بین‌المللی در مجموع برندهٔ ۲ مدال طلا، ۱ مدال نقره شده است.